# Ментор (Огайо)
Ментор (англ. Mentor) — місто (англ. city) в США, в окрузі Лейк штату Огайо. Населення — 47 450 осіб (2020).

## Географія
Ментор розташований за координатами 41°41′25″ пн. ш. 81°20′9″ зх. д. / 41.69028° пн. ш. 81.33583° зх. д. (41.690159, -81.335879).  За даними Бюро перепису населення США в 2010 році місто мало площу 72,51 км², з яких 69,01 км² — суходіл та 3,50 км² — водойми.

## Демографія
Згідно з переписом 2010 року, у місті мешкало 47 159 осіб у 19 166 домогосподарствах у складі 13 339 родин. Густота населення становила 650 осіб/км².  Було 20218 помешкань (279/км²).
Расовий склад населення:
| - 96,3 % — білих - 1,4 % — азіатів - 1,0 % — чорних або афроамериканців - 0,1 % — корінних американців |

До двох чи більше рас належало 1,0 %. Частка іспаномовних становила 1,3 % від усіх жителів.
За віковим діапазоном населення розподілялося таким чином: 21,2 % — особи молодші 18 років, 62,3 % — особи у віці 18—64 років, 16,5 % — особи у віці 65 років та старші. Медіана віку мешканця становила 44,8 року. На 100 осіб жіночої статі у місті припадало 93,7 чоловіків;  на 100 жінок у віці від 18 років та старших — 91,3 чоловіків також старших 18 років.
Середній дохід на одне домашнє господарство  становив 81 249 доларів США (медіана — 69 902), а середній дохід на одну сім'ю — 96 430 доларів (медіана — 85 284). Медіана доходів становила 60 439 доларів для чоловіків та 45 072 долари для жінок. За межею бідності перебувало 6,8 % осіб, у тому числі 10,9 % дітей у віці до 18 років та 3,5 % осіб у віці 65 років та старших.
Цивільне працевлаштоване населення становило 25 389 осіб. Основні галузі зайнятості: освіта, охорона здоров'я та соціальна допомога — 23,2 %, виробництво — 18,8 %, роздрібна торгівля — 11,0 %, науковці, спеціалісти, менеджери — 11,0 %.